# Котрокс
Котро́кс (рос. Котрокс, ерз. Котрокс) — селище у складі Ковилкінського району Мордовії, Росія. Входить до складу Мамолаєвського сільського поселення.

## Населення
Населення — 13 осіб (2010; 19 у 2002).
Національний склад станом на 2002 рік:
- мокшани — 95 %